# Sega (ballo)
Il sega (pronunciato "segá") è un ballo tradizionale tipico degli abitanti dell’isola di Mauritius praticato ancora oggi.
Il ballo è accompagnato da canti e percussioni con ritmo crescente, i testi delle canzoni sono in lingua creola e sono improvvisati, il ritmo è mantenuto tramite tamburi, sonagli e il triangolo. 
I testi trattano di questioni sentimentali e di problemi di vita quotidiana e vengono drammatizzati dalla coreografia. I costumi indossati dai danzatori prevedono lunghe gonne colorate per le donne e pantaloni arrotolati, colorate camicie e cappelli di paglia per gli uomini.

## Storia
L'origine del genere risale al XVIII secolo epoca della prima colonizzazione di Mauritius da parte dei francesi prima e degli inglesi poi, vennero portati nell'isola schiavi dalle coste dell'Africa orientale, dal Mozambico e dal Madagascar per costruire le infrastrutture nell'isola e sfruttarne le risorse, in seguito gli schiavi vennero utilizzati nelle piantagioni di canna da zucchero che ancora oggi sono una risorsa importante dell'isola. Dopo l'abolizione della schiavitù nel 1803 entrò in vigore una forma diversa di pseudoschiavitù con l'arrivo di un gran numero di persone dal continente indiano e da altre aree dell'Asia.
Questo ha portato ad un elevato multiculturalismo e ad una composizione della popolazione piuttosto varia, la percentuale maggiore della popolazione è di origine indiana (circa il 68%), il 27% è creola di origine africana (il termine "creoli" era usato per identificare le persone nate sull'isola ma di origine africana o mista), 3% di origine cinese e 2% di origine francese con una situazione in realtà molto più complessa se si analizzano anche le confessioni, le lingue e le origini geografiche dei vari gruppi.

## La danza sega e l'identità culturale
Non avendo Mauritius una popolazione indigena il tema della diversità (il motto dello stato è "uniti nella diversità") si affianca a quello della ricerca delle radici delle varie componenti della diaspora che vi abitano ma anche a quello della ricerca di un'identità culturale propria dell'isola che passa, per ragioni storiche e numeriche, dagli artefatti culturali della popolazione creola, la lingua e la danza sega.
Terminata la schiavitù le danze e canti creoli fino ad allora proibiti rimasero ai margini e spesso denigrati, negli anni '80 divennero però un'attrazione turistica e si diffusero sempre più sia in occasione di feste private sia nelle feste pubbliche. Nella creazione identitaria della popolazione creola divennero progressivamente importanti i festival creoli nei quali danze e canti Sega hanno un ruolo primario.
Non esiste in realtà un solo tipo di danza sega, così come non è unica l'origine, tipi di danza sega si trovano infatti anche nelle vicine isole di 
Rodrigues, Réunion, Madagascar, e alle Seychelles. Benché i creoli rivendichino l'origine della sega in alcuni strumenti come il tamburo ravanne e nelle caratteristiche dei costumi si trovano influenze rispettivamente mediorientali e indiane.
A Mauritius a sua volta si distinguono séga typique, séga authentique, séga ravanne e séga touristique, derivante dalle forme di intrattenimento dell'élite e considerata meno pura è caratterizzata da costumi sgargianti ma anche messaggi spesso volgari, stereotipi sessisti e oggettivazione della donna.
Altre varianti sono la Seggae, creata dal musicista mauriziano Kaya, in cui si fondono reggae e séga e la séga engagé o séga engazé dai contenuti più impegnati e che comprende canti di protesta e a sfondo politico che riprendendo la tradizione dei canti degli schiavi tratta di argomenti di disobbedienza, valori identitari e decolonialismo anche attraverso la ricerca di termini e strutture grammaticali originarie della lingua creola.
Per il suo contributo alla creazione di un'identità culturale della popolazione delle Mauritius il genere sega è stato incluso nel 2014 nella Lista rappresentativa del patrimonio culturale immateriale dell'umanità dell'UNESCO.